# یواس‌اس بالتیمور (۱۷۷۷)
یواس‌اس بالتیمور (۱۷۷۷) (به انگلیسی: USS Baltimore (1777)) یک کشتی بود.